# یان دبروین
یان دبروین (انگلیسی: Jan de Bruine; ۱۵ ژوئیهٔ ۱۹۰۳ – ۴ آوریل ۱۹۸۳) سوارکار و از برندگان مدال‌های المپیک تابستانی  اهل هلند بود.